# Bruno Jonas
Bruno Jonas (Passau, 1952. december 3. –) német író, kabarészínész és humorista.

## Pályája

### Tanulmányai
Jonas a passaui Adalbert-Stifter-Gymnasium-ban érettségizett, majd Münchenben, a Lajos–Miksa Egyetemen germanisztikát tanult.

### A Scharfrichterhaus

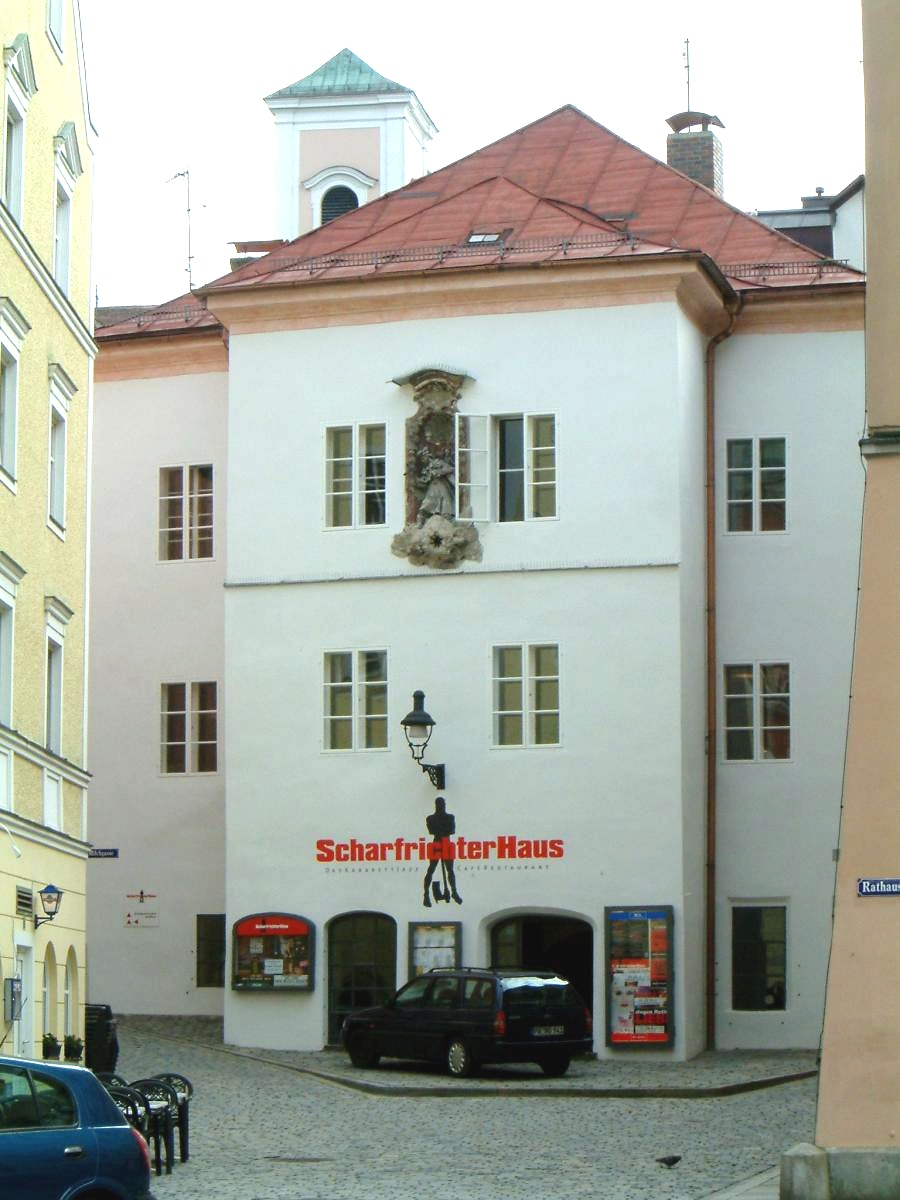
A Scharfrichterhaus

A karrierjét a passaui Scharfrichterhausban kezdte el. A Scharfrichterhaus neve egy legendából származik, eszerint régebben a város ítélet-végrehajtója lakott ebben a házban. A szó azt jelenti, hogy „hóhérház”. A legenda való alapja az, hogy a 13. században a hírhedt Prisling börtön ott volt elhelyezve.
Az 1970-es években a konzervatív erők domináltak Passauban. A CSU, a  Passaui egyházmegye és a helyi újság, a Passauer Neue Presse (PNP) együtt határozták meg a kulturális és politikai életet. Ez a túlsúly provokálta egy ellenkulturális mozgalom megalapítását. A politikai kabaré vezetőji Bruno Jonas és Siegfried Zimmerschied voltak. A konzervatív határozathozók és a város képviselői többször megtámadták őket. Például a PNP főszerkesztője egyszer hírzárlatot rendelt el az összes kabarérendezvénnyel kapcsolatban. Máskor a püspöki helynök megvádolta őket istenkáromlás miatt. A város egyszer bemutatási tilalmat adott ki. Mégis 1977 márciusában Walter Landshuter és Edgar Liegl létesítették a Scharfrichterhaust. Azóta ez egy jelentős jazz- és kabarészínpaddá vált. Sok híres humorista, aki ott fellépett, híres lett, mint Ottfried Fischer vagy Hape Kerkeling. Ma már nincs konfliktus a város politikai elitével. A Scharfrichterhaus a város kulturális életének szerves része. 1987 óta egy kis mozi működik a házban, ahol alternatív művészfilmeket mutatnak be.

### Együttműködés és további tevékenységek

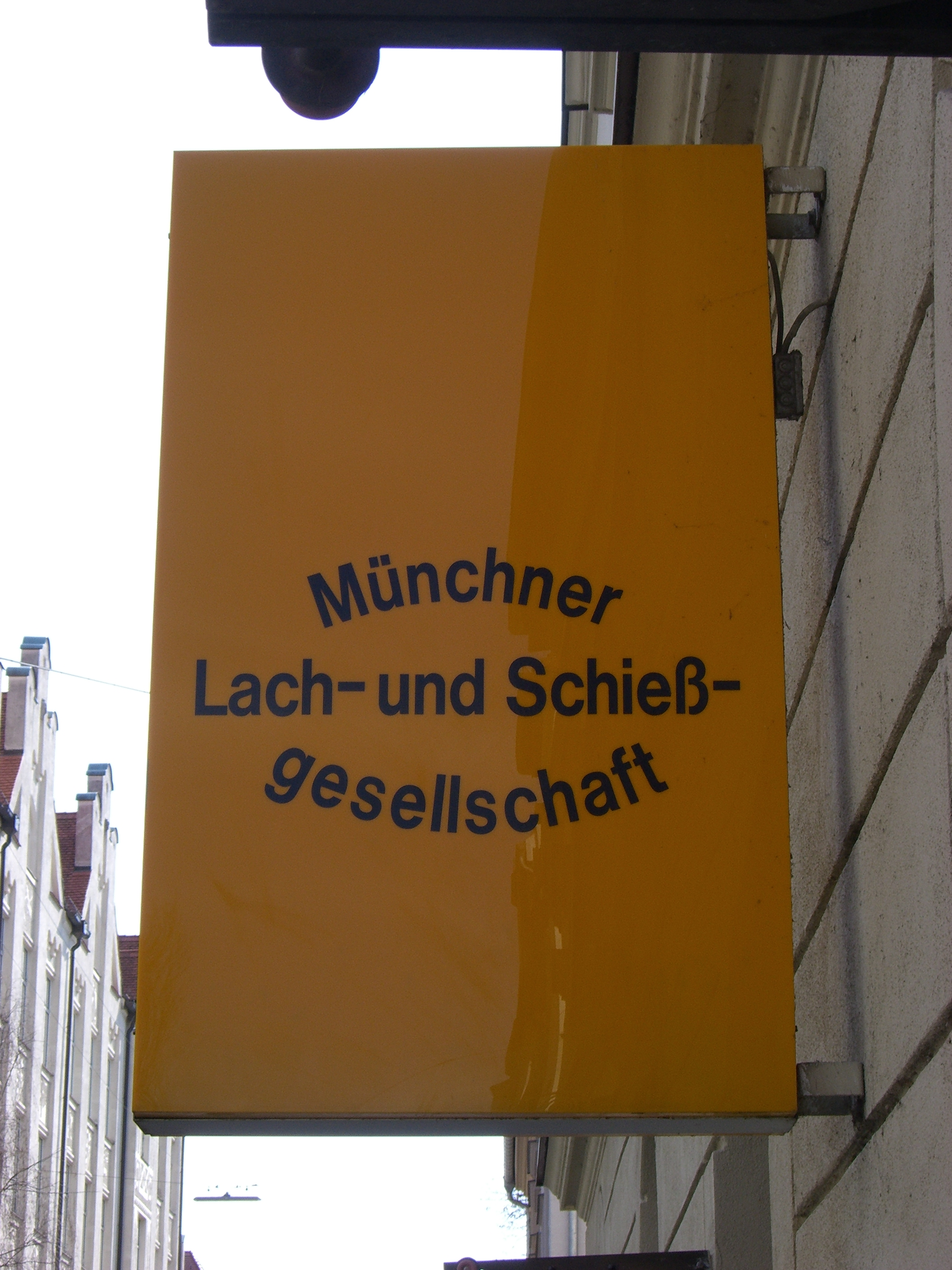
A Lach- und Schießgesellschaft kabaré táblája

Jonas Sigi Zimmerschieddel együtt megalapította a „Die Verhohnepeopler“ csoportot. Miután a Scharfrichterhausban léptek fel, országszerte híresek lettek. Bruno Jonas például a Münchner Lach- und Schießgesellschaft-ban is aktív volt. Nemzeti jelentőséget nyert el, amikor rendszeresen a Dieter Hildebrandt Scheibenwischer („ablaktörlő”) című TV műsorában megjelent. Amikor Hildebrandt 2003-ban kilépett, először Mathias Richlinggel és Georg Schrammal, aztán 2006 és 2008 között Richard Roglerral (Schramm helyett) tovább vezette a programot. Valószínűleg 2008. december 30-án lesz az utolsó adás. Bruno Jonas azt hirdette, hogy egy tévémentes évet fog tartani.

### A Nockherberg

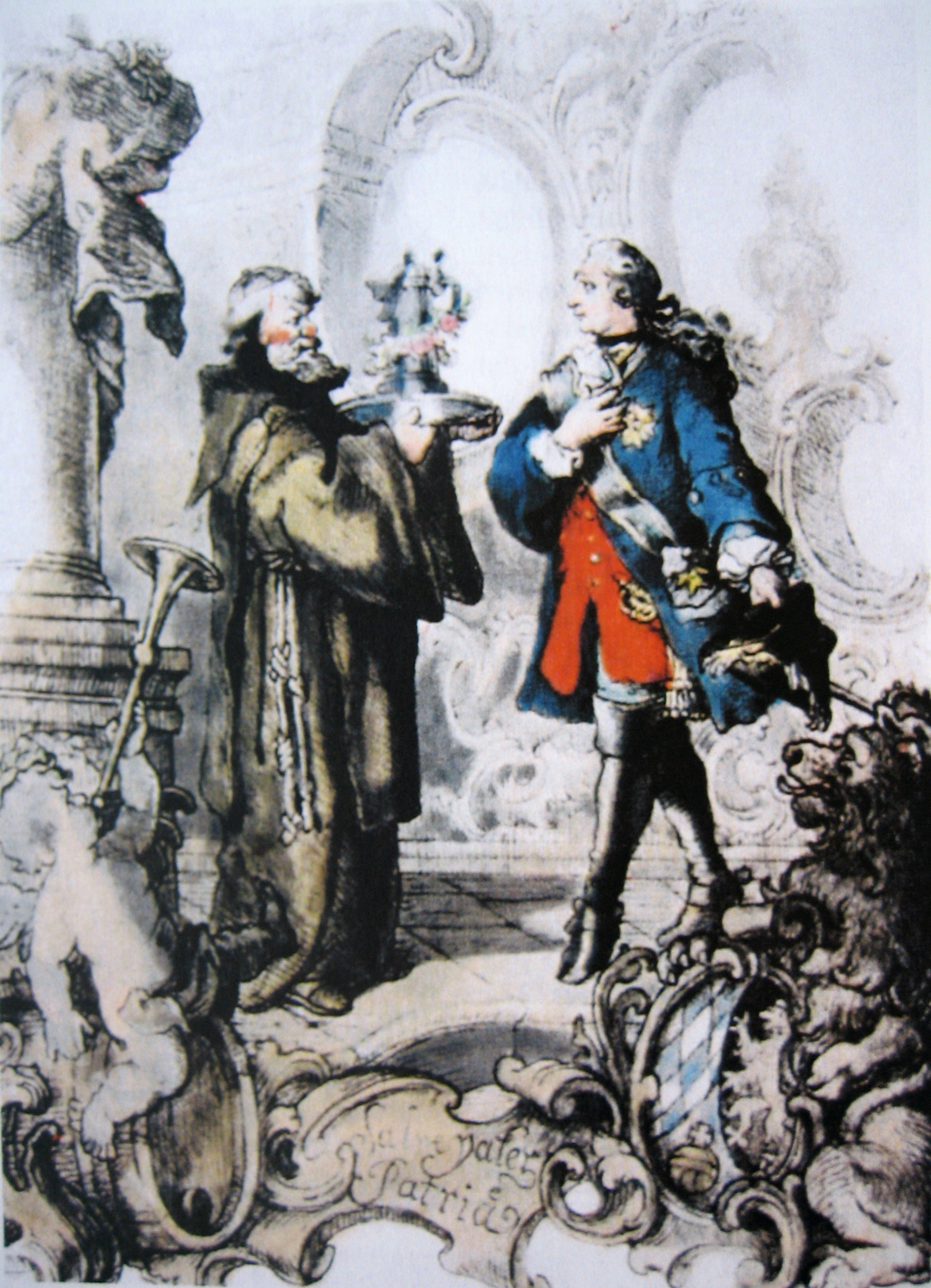
A történelmi sörpróba ábrázolása

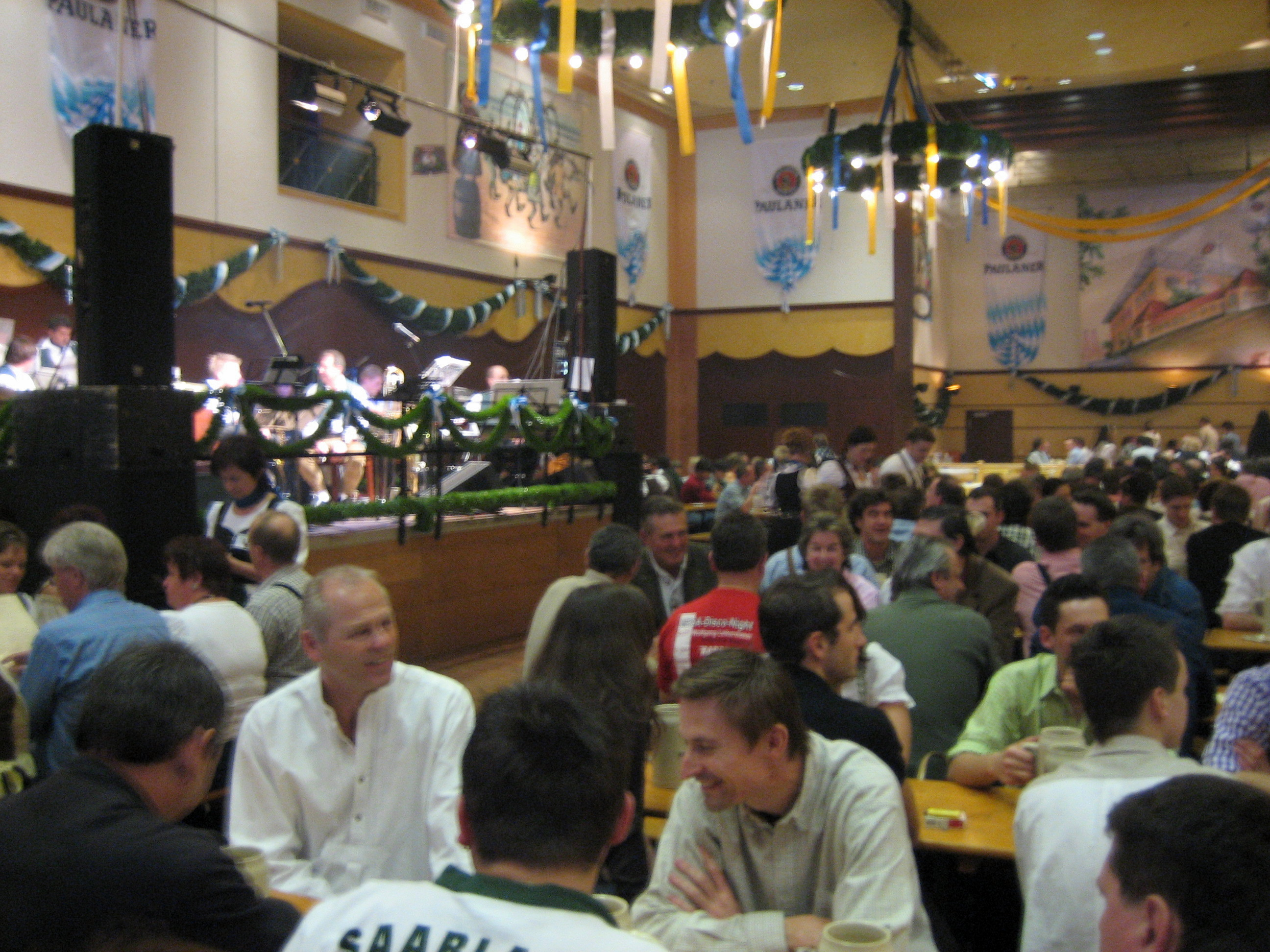
A Starkbierfest Münchenben

A Starkbierfest története

A Nockherberg egy természetes terasz egy hegyi lejtőn az Isarnál. A két müncheni városrész, a Giesing és az Au között fekszik. Ott található a Paulaner sörgyár, ahol évente tartják az úgynevezett Salvator italmérését („Salvator-Ausschank”), ami egy magas alkoholtartalmú sör. Ez a Starkbierfest egy hagyományos fesztivál a böjt idején. A kezdete a Neudeck kolostorra vezethető vissza. A szerzeteseknek úgyis kevés volt az ennivalója, így főleg a böjt idején szükségük volt egy nagy tápértékű italra, amit „folyékony kenyér”nek is neveztek. A rend alapítója tiszteletére 1651 óta minden tavasszal egy erős sört mérnek ki, aminek az a neve, hogy „Sankt-Vater-Bier“, a későbbi Salvator. A 18. században szokásos lett, hogy a bajor fejedelmet meghívták és nekik ajánlották az első söröskorsót április 2-án.
1858 óta a gyár vezetőji emelni akarták a forgalmat. Azzal a céllal felléptettek népszínészeket és úgynevezett „Gstanzlsänger”-t. A Gstanzl egy Bajorországban és Ausztriában népszerű csúfoló ének. Ezeket a rímelő háromnegyedes ütemes verseket nyelvjárásban szokták énekelni. 1891-ben volt először egy Salvator-beszéd a sör csapolásánál. Kb. 1950 óta a mai politikai kabaré formában tartják ezt az eseményt. Ma a politikusok csúfolása, bajorul az úgynevezett „derblecken“, áll a központban. A beintési rendezvény a sörpróba. Ilyenkor sok híres bajor és nemzeti politikus is jelen van. 1982 óta a TV-adás miatt már bővebb publikum követhwti ezt az estét. A sörpróba folyamán a fejedelem, illetve 1965 óta a bajor miniszterelnök, megkóstolja a sört. A sörgyár vezetője átadja a korsót, ezzel a hagyományos latin  szavakkal: „Salve pater patriae! Bibas, princeps optime!” (németül:„Sei gegrüßt, Vater des Vaterlands! Trinke, Fürst, auf das Wohlste!”, magyarul: „Legyél üdvözölve, Anyaföld apja! Igyál, fejedelem, a legjobb egészségedre!”). Az est csúcsa a Derblecken, a politikai kabaréra meghívott vendégek előtt. Először ünnepi beszédet tartják, azután jön az énekszínjáték. A téma mindig az aktuális müncheni, bajor és országos politika. A tartalom ironikus, néha durva oldalvágást is használnak. Azok a politikusok, akik nem szerepelnek benne, nem tartják fontosnak. Így a politikusok örülhetnek, ha említik őket a színdarabban, de egyszeriben a kritikát is el kell fogadniuk.
2004. március 11-én Bruno Jonas először a Nockerberg-on a Bruder Barnabas („Barnabas barát”) szerepét játszotta, állítólag ő találta ki a Salvator receptjét. Ő tartja a bőjtpredikációt („Fastenpredigt”), ami nem cenzúrázott szöveg, hanem a szerző saját mondanivalója.
Ez azért nevezetes, mert ez volt az első alkalom, hogy egy nem konzervatív szerző megkapta ezt a szerepet. 2007. január 19-én Jonas kijelentette, hogy már nem fogja tovább játszani a Bruder Barnabast.

### Magánélete
Az élettársával együtt két gyereke van.
Egy interjúban azt vallotta be, hogy elkerüli az iszlám témákat, mert tart az erőszakos reakcióktól.

## Programok
- Hin und zurück (magyarul „Oda-vissza”)
- Wirklich wahr (magyarul „Tényleg igaz”)
- Ich alter Ego: A cím egy szójáték: Az „alter”-szó a németben azt jelenti, hogy „öreg”. Így lehet úgy érteni, hogy „Öreg egoista vagyok”, de úgy is érthető, hogy a Bruno Jonas a hallgatónak az alter ego-ja. A latin kifejezés „alter ego” azt jelenti, hogy „a másik én”.
- Nicht wirklich – nicht ganz da
- Bruno Jonas ist Klaus E. Rosstäuscher ( a Bayern 3 rádióadón)
- Bis hierher und weiter

## Filmek (kivonatos mű)
- Kehraus (1983) –  Gerhard Polttal és Gisela Schneebergerrel
- Irgendwie und Sowieso (1986) tv-sorozat, a bajor állami TV („Bayerischer Rundfunk”); további részvevők: Ottfried Fischer, Elmar Wepper, Toni Berger, Hannelore Elsner és Michaela May. A cím magyarul azt jelenti, hogy „Valahogyan és amúgy is”
- Wir Enkelkinder (1992), Vitus Zeplichal-val („Mi unokák”)

## Díjak
- 1990 Ernst-Hoferichter-Preis
- 1996 Fred-Jay-Preis
- 2002 Bayerischer Kabarettpreis
- 2003 Münchhausen-Preis
- 2005 Zeck-Kabarettpreis

## Könyvei
- Der Morgen davor (1987) – ISBN 3-426-02722-4
- Wirklich wahr (1991) – ISBN 3-426-02644-9
- Hin und zurück (1995) – ISBN 3-426-60475-2
- Ich alter Ego (1998) – ISBN 3-442-15015-9
- Es soll nie wieder vorkommen (1999) – ISBN 3-442-15006-X
- Bin ich noch zu retten? (2001) – ISBN 3-442-15126-0
- Gebrauchsanweisung für Bayern (2002) – ISBN 3-492-27500-1
- Kaum zu glauben und doch nicht wahr (2005) – ISBN 3-89667-283-5

## Fordítás
- Ez a szócikk részben vagy egészben  a   Bruno Jonas című német Wikipédia-szócikk fordításán alapul.  Az eredeti cikk szerkesztőit annak laptörténete sorolja fel. Ez a jelzés csupán a megfogalmazás eredetét és a szerzői jogokat jelzi, nem szolgál a cikkben szereplő információk forrásmegjelöléseként.